# Filipiny na Letnich Igrzyskach Olimpijskich 2004
Filipiny na Letnich Igrzyskach Olimpijskich 2008 reprezentowało 16 zawodników – 12 mężczyzn i 4 kobiety. Nie zdobyli żadnego medalu.

## Skład kadry

### Boks
| Zawodnik          | Konkurencja                     | 1/32                        | 1/16                    | Ćwierćfinał         | Półfinał            | Finał               |
| Zawodnik          | Konkurencja                     | Przeciwnik Wynik            | Przeciwnik Wynik        | Przeciwnik Wynik    | Przeciwnik Wynik    | Przeciwnik Wynik    |
| ----------------- | ------------------------------- | --------------------------- | ----------------------- | ------------------- | ------------------- | ------------------- |
| Romeo Brin        | waga lekkopółśrednia (do 64 kg) | Patrick Bogere 43-35        | Manus Boonjumnong 15-29 | Nie awansował dalej | Nie awansował dalej | Nie awansował dalej |
| Christopher Camat | waga średnia (do 75 kg)         | Gaydarbek Gaydarbekov 13-35 | Nie awansował dalej     | Nie awansował dalej | Nie awansował dalej | Nie awansował dalej |
| Violito Payla     | waga musza (do 51 kg)           | Tulashboy Doniyorov 26-36   | Nie awansował dalej     | Nie awansował dalej | Nie awansował dalej | Nie awansował dalej |
| Harry Tañamor     | waga papierowa (do 48 kg)       | Sherali Dostiev 17-12       | Hong Moo-won 25-42      | Nie awansował dalej | Nie awansował dalej | Nie awansował dalej |

### Lekkoatletyka
| Zawodnik               | Konkurencja       | Kwal. | Kwal. | Ćwierćfinał | Ćwierćfinał | Półfinał | Półfinał | Finał                | Finał                |
| Zawodnik               | Konkurencja       | Wynik | Poz.  | Wynik       | Poz.        | Wynik    | Poz.     | Wynik                | Poz.                 |
| ---------------------- | ----------------- | ----- | ----- | ----------- | ----------- | -------- | -------- | -------------------- | -------------------- |
| Eduardo Buenavista     | maraton mężczyzn  |       |       |             |             |          |          | 2:28:18              | 67                   |
| Lerma Bulauitan-Gabito | skok w dal kobiet | 6.31  | 32    |             |             |          |          | Nie awansowała dalej | Nie awansowała dalej |

### Łucznictwo
| Zawodnik        | Konkurencja          | 1/64                      | 1/32                        | 1/16                 | Ćwierćfinał          | Półfinał             | Finał                | Finał                |
| Zawodnik        | Konkurencja          | Przeciwnik Wynik          | Przeciwnik Wynik            | Przeciwnik Wynik     | Przeciwnik Wynik     | Przeciwnik Wynik     | Przeciwnik Wynik     | Miejsce              |
| --------------- | -------------------- | ------------------------- | --------------------------- | -------------------- | -------------------- | -------------------- | -------------------- | -------------------- |
| Jasmin Figueroa | indywidualnie kobiet | Natalia Valeeva W 132-130 | Almudena Gallardo L 150-152 | Nie awansowała dalej | Nie awansowała dalej | Nie awansowała dalej | Nie awansowała dalej | Nie awansowała dalej |

### Pływanie
| Zawodnik          | Konkurencje                      | Kwal.    | Kwal. | Półfinał             | Półfinał             | Finał                | Finał                |
| Zawodnik          | Konkurencje                      | Wynik    | Poz.  | Wynik                | Poz.                 | Wynik                | Poz.                 |
| ----------------- | -------------------------------- | -------- | ----- | -------------------- | -------------------- | -------------------- | -------------------- |
| Timmy Chua        | 100 m stylem klasycznym mężczyzn | 1:06.37  | 50    | Nie awansował dalej  | Nie awansował dalej  | Nie awansował dalej  | Nie awansował dalej  |
| James Walsh       | 200 m stylem motylkowym mężczyzn | 2:06.76  | 37    | Nie awansował dalej  | Nie awansował dalej  | Nie awansował dalej  | Nie awansował dalej  |
| Miguel Molina     | 200 m stylem dowolnym mężczyzn   | 1:53.81  | 42    | Nie awansował dalej  | Nie awansował dalej  | Nie awansował dalej  | Nie awansował dalej  |
| Miguel Molina     | 200 m stylem klasycznym mężczyzn | 2:19.19  | 38    | Nie awansował dalej  | Nie awansował dalej  | Nie awansował dalej  | Nie awansował dalej  |
| Miguel Molina     | 200 m stylem zmiennym mężczyzn   | 2:05.28  | 33    | Nie awansował dalej  | Nie awansował dalej  | Nie awansował dalej  | Nie awansował dalej  |
| Miguel Molina     | 400 m stylem zmiennym mężczyzn   | 4:33.25  | 34    | Nie awansował dalej  | Nie awansował dalej  | Nie awansował dalej  | Nie awansował dalej  |
| Miguel Mendoza    | 400 m stylem dowolnym mężczyzn   | 4:01.99  | 36    | Nie awansował dalej  | Nie awansował dalej  | Nie awansował dalej  | Nie awansował dalej  |
| Miguel Mendoza    | 1500 m stylem dowolnym mężczyzn  | 16:26.52 | 34    | Nie awansował dalej  | Nie awansował dalej  | Nie awansował dalej  | Nie awansował dalej  |
| Jaclyn Pangilinan | 100 m stylem klasycznym kobiet   | 1:12.47  | 31    | Nie awansowała dalej | Nie awansowała dalej | Nie awansowała dalej | Nie awansowała dalej |
| Jaclyn Pangilinan | 200 m stylem klasycznym kobiet   | 2:33.38  | 20    | Nie awansowała dalej | Nie awansowała dalej | Nie awansowała dalej | Nie awansowała dalej |

### Strzelectwo
| Jethro Dionisio | Trap mężczyzn | 109 | 32 | Nie awansował dalej | Nie awansował dalej | Nie awansował dalej | Nie awansował dalej |

### Taekwondo
| Zawodnik               | Konkurencja    | 1/16                     | Ćwierćfinał           | Półfinał              | Ćwierćfinał repasaż   | Półfinał repasaż        | Finał                 |
| Zawodnik               | Konkurencja    | Przeciwnik Wynik         | Przeciwnik Wynik      | Przeciwnik Wynik      | Przeciwnik Wynik      | Przeciwnik Wynik        | Przeciwnik Wynik      |
| ---------------------- | -------------- | ------------------------ | --------------------- | --------------------- | --------------------- | ----------------------- | --------------------- |
| Tshomlee Go            | 58 kg mężczyzn | Juan Antonio Ramos L 6-7 | → Nie awansował dalej | → Nie awansował dalej | → Nie awansował dalej | → Nie awansował dalej   | → Nie awansował dalej |
| Donald Geisler         | 80 kg mężczyzn | Bahri Tanrikulu L 9-9    | → Nie awansował dalej | → Nie awansował dalej | → Nie awansował dalej | → Nie awansował dalej   | → Nie awansował dalej |
| Mary Antoinette Rivero | 67 kg kobiet   | Vanina Sanchez W 10-10   | Charmie Sobers W 10-4 | Eli Mystakidou L 2-3  | Wolny los             | Hwang Gyeong-seon L 2-6 | Nie awansowała dalej  |